# Roche Holding
Die  Roche Holding AG (auch Roche-Gruppe oder kurz Roche genannt) mit Hauptsitz in Basel in der Schweiz war im Jahr 2024 mit ca. 60,5 Mrd. CHF Umsatz das grösste Pharmaunternehmen der Welt (ca. 66,5 Mrd. US-Dollar; gefolgt von Merck & Co.). Roche gehört zur Spitze unter den 500 grössten Unternehmen in der Schweiz und zu den 500 grössten Familienunternehmen der Welt.
Roche beschäftigt weltweit über 100.000 Mitarbeiter. Neben Arzneimitteln stellt Roche auch Reagenzien und Geräte zur medizinischen Untersuchung her (Diagnostika). Roche forscht primär auf den Gebieten Onkologie, Virologie, Neurologie und Augenkrankheiten. Hauptwachstumspräparate sind: Hemlibra (Emicizumab), Ocrevus (Ocrelizumab), Phesgo (Fixkombination Pertuzumab und Trastuzumab) und Vabysmo (Faricimab).
Unter dem früheren Firmennamen F. Hoffmann-La Roche AG firmiert heute der operative Hauptsitz der Roche-Gruppe in Basel.

## Familie
Fritz Hoffmann gründete 1894 mit einem Apotheker aus München die Gesellschaft Hoffmann, Traub & Co zum «Handel und der Herstellung von pharmazeutischen und chemischen Produkte». 1895 heiratete Fritz Hoffmann Adèle La Roche. Die Firma hiess von nun an F. Hoffmann-La Roche & Co. 1932 verunglückte der Sohn des Firmengründers, Emanuel Hoffmann, seine Witwe Maja Stehlin-Hoffmann blieb zurück. Der zweite Ehemann von Maja Stehlin-Hoffmann, Paul Sacher, riskierte nach Kriegsende den Rückkauf der Familien-Aktien von der bankrotten Basler Handelsbank und sicherte der Familie damit die Stimmrechts-Mehrheit. Seitdem die Aktienmehrheit durch Paul Sacher (1906–1999), den damaligen Hauptaktionär der heutigen Roche Holding, gesichert wurde, spielte die Gründerfamilie Hoffmann eine führende Rolle bei der Ausrichtung des Konzerns.
Nur wenige Mitglieder der Familie tragen noch den Nachnamen Hoffmann, viele heissen Duschmalé, Oeri, Michalski oder, wie die Kinder von Paul Sacher, Gräfin von Faber-Castell.

## Geschichte
| Meilensteine | Meilensteine                                       |
| ------------ | -------------------------------------------------- |
| 1896         | Firmengründung                                     |
| 1930er       | Vitamine                                           |
| 1952         | Tuberkulose-Medikament                             |
| 1960         | Benzodiazepine (Diazepam)                          |
| 1973         | Parkinson-Krankheit-Medikament                     |
| 1976         | Sevesounglück                                      |
| ab 1980      | Gentechnik                                         |
| 1994         | Erwerb von Syntec, Ausbau USA-Aktivitäten          |
| 1995         | Arzneimittel gegen HIV und Krebs                   |
| 1997         | Übernahme von Boehringer Mannheim                  |
| 2000         | Oseltamivir (Tamiflu, EU-Zulassung 2002)           |
| ab 2000      | Fokussierung auf Bereiche Pharma und Diagnostik    |
| 2003         | mit Roche Diabetes care Marktführer bei Diabetes   |
| 2004         | Avastin und Tarceva zur Krebstherapie              |
| 2005         | Übernahme Glycart Biotechnology in Schlieren       |
| 2009         | Übernahme Genentech, Schwerpunkt Biotechnologie    |
| 2010         | Zulassung von Actemra für rheumatoide Arthritis    |
| 2011         | Übernahme Probenverteiltechnik (PVT) GmbH          |
| 2013/14      | Zulassung USA/EU von Gazyvaro gegen Leukämie (CLL) |
| 2014         | Übernahme cobas Liat PCR System von IQuum          |
| 2018         | Übernahme von Foundation Medicine                  |

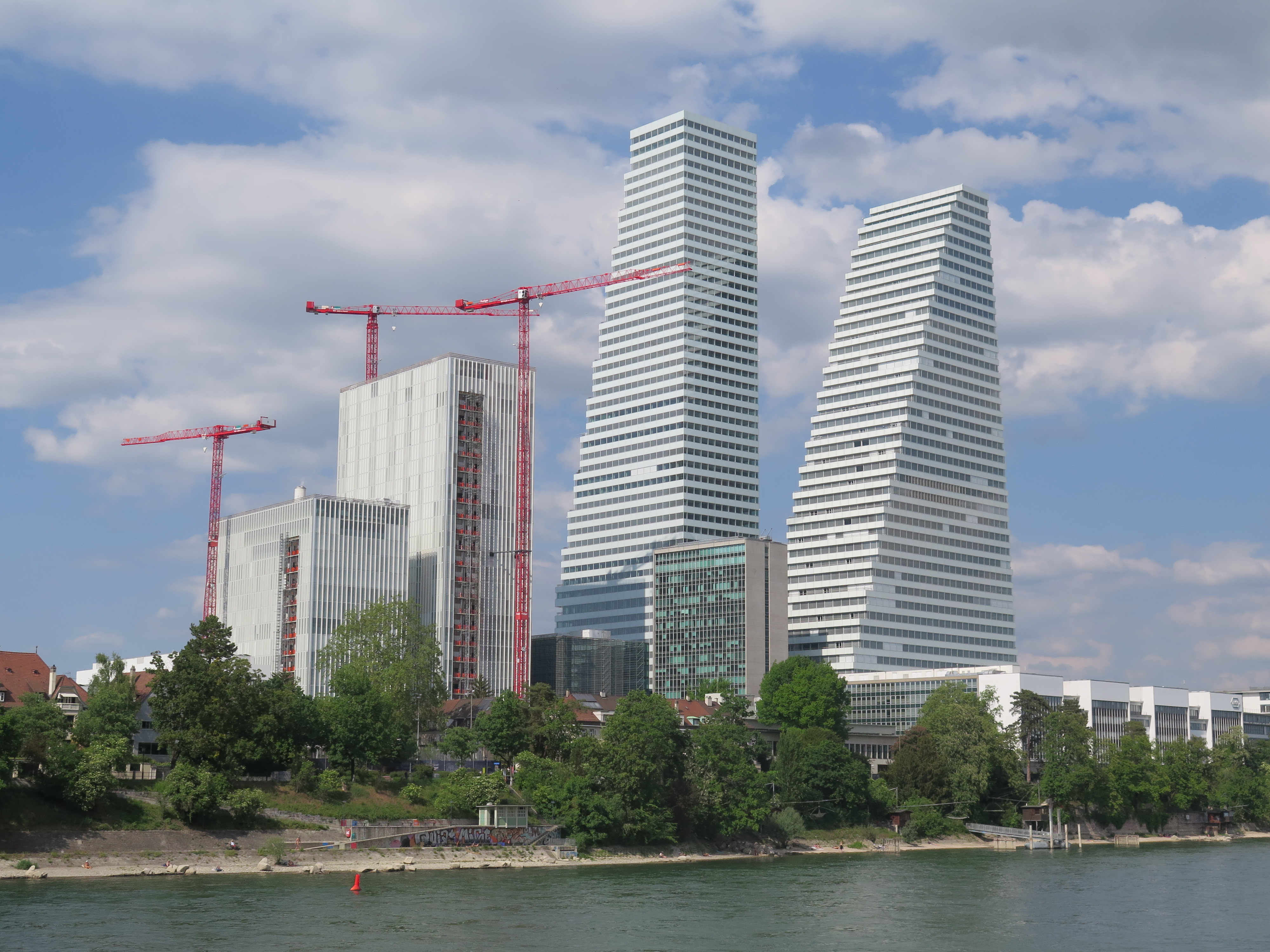
Hauptsitz der F. Hoffmann-La Roche (Roche Holding) in Basel, die beiden Türme sind die höchsten Hochhäuser der Schweiz (Stand: 2022)

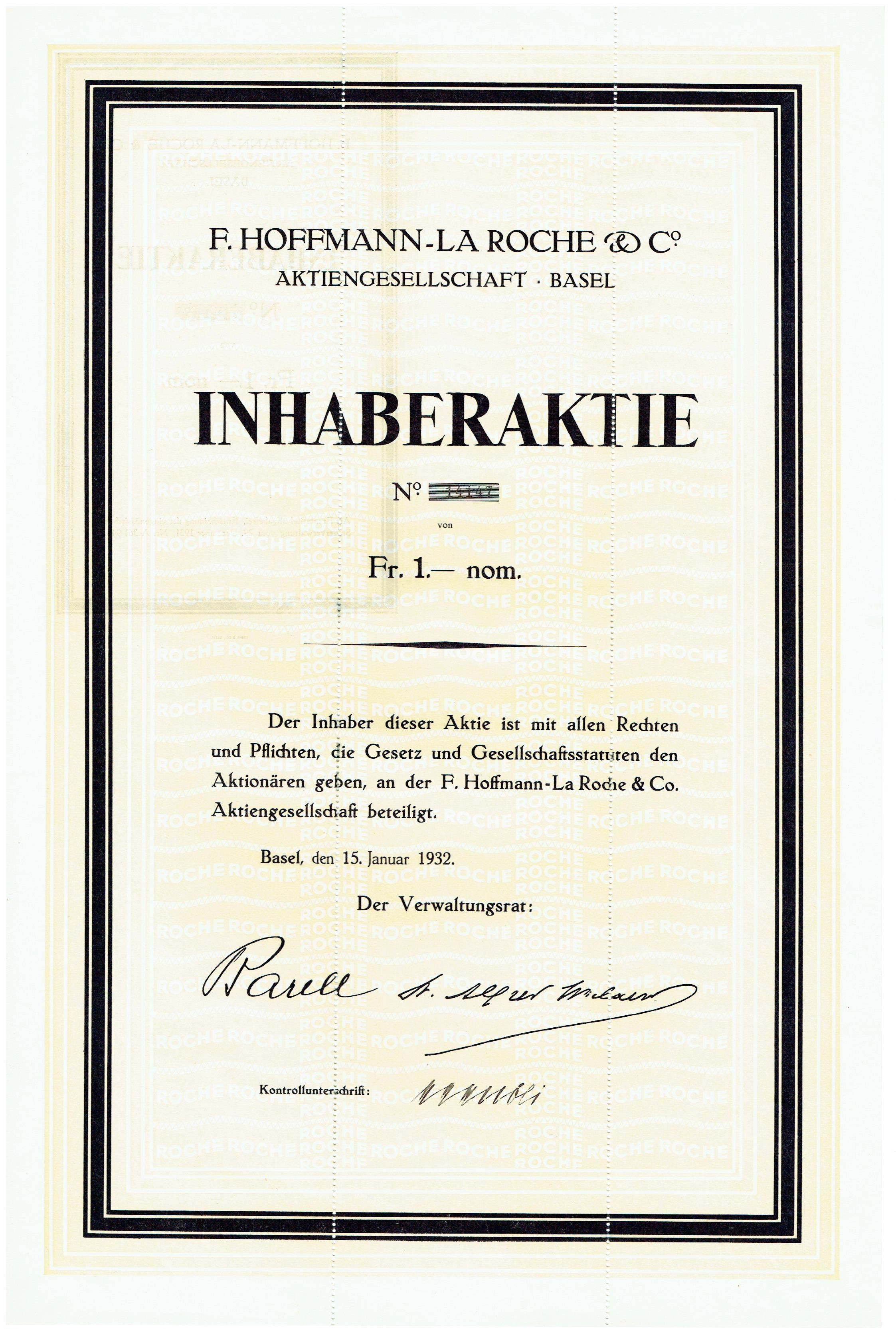
Inhaberaktie der F. Hoffmann-La Roche & Co. AG vom 15. Januar 1932

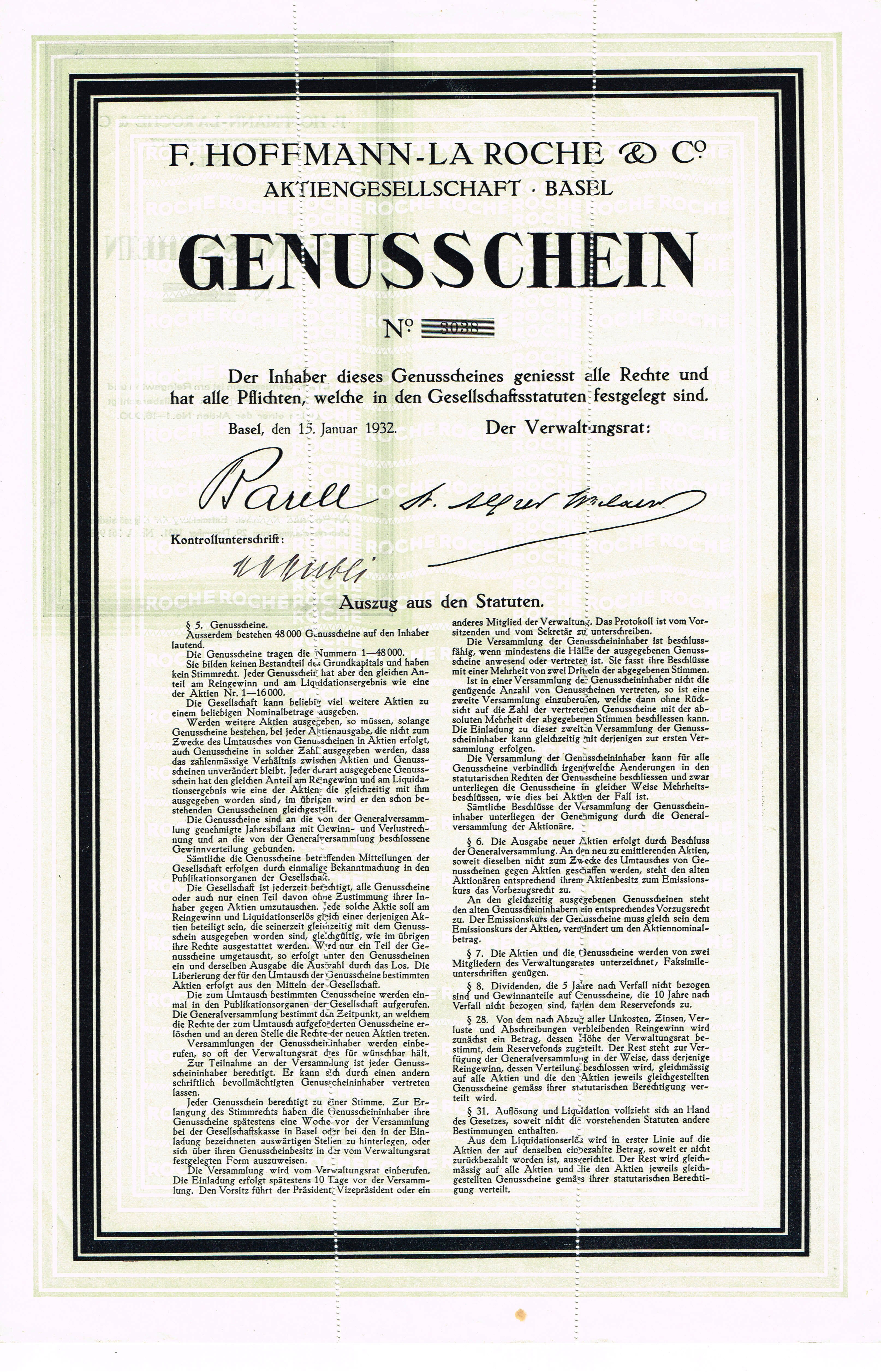
Genussschein der F. Hoffmann-LaRoche & Co AG vom 15. Januar 1932

Das erste Produkt war Aiodin, ein Schilddrüsen-Präparat. 1898 wurde das Hustenmittel Sirolin, das den eigenentwickelten Wirkstoff Thiocol enthielt, eingeführt. Es wurde über 60 Jahre lang vertrieben. Erfolgreich war auch ein 1904 auf den Markt gebrachtes standardisiertes Herzglykosid-Präparat mit dem Namen Digalen. Um 1900 gelang es Roche-Technikern, ein Verfahren zu entwickeln, das sie kontinuierliche Doppelextraktion nannten. Mit diesem Verfahren konnten sie Morphin und Codein verlustfrei aus Rohopium gewinnen. Auf Vorschlag von Hermann Sahli wurde ab 1909 unter dem Namen Pantopon ein gereinigter und injizierbarer Opium-Extrakt produziert. Pantopon enthielt die Alkaloide des Opiums in natürlicher Zusammensetzung. Ab 1915 wurde Pantopon auch in sterilen Ampullen mit fest verbundener Injektionsnadel (Tubunic) angeboten. Der Bedarf an Tubunics nahm während des Ersten Weltkrieges stark zu. Die in Basel konzentrierte Fabrikation konnte die Nachfrage auch durch kontinuierlichen Schichtbetrieb nicht decken. Pantopon wurde noch in den 1970er Jahren produziert und verkauft. 1919 wurde Roche in eine Aktiengesellschaft umgewandelt. Durch eine Verdoppelung des Aktienkapitals wurde die Basler Handelsbank zur grössten Aktionärin. Als diese gegen Ende der 1930er-Jahre selber in eine Krise geriet, konnte die Aktienmehrheit unter der Führung von Emil Barell und Paul Sacher zurückgeholt werden.
In den 1930er Jahren wurde Roche im Bereich der Vitamine aktiv. Besonders durch die synthetische Herstellung grosser Mengen von Vitamin C erreichte die Firma die Marktführerschaft auf diesem Gebiet. 1952 gelang mit dem Isoniazid Rimifon, einem Mittel gegen Tuberkulose, der Einstieg in die Chemotherapeutika-Sparte.
Während des Zweiten Weltkriegs kollaborierte Roche mit dem NS-Regime in Deutschland und setzte Zwangsarbeiter in seinen deutschen und polnischen Fabriken ein.
Leo Sternbach, der seit 1941 in den USA für Roche forschte, entdeckte 1957 die beruhigende Wirkung der Benzodiazepine. Valium mit dem Wirkstoff Diazepam wurde für viele Jahre das meistverkaufte Medikament der Welt. Neben Pharmaforschung und -produktion betätigte sich Roche ab 1968 auch als Hersteller von diagnostischen Produkten. 1971 wurde das Institut für Immunologie Basel eröffnet.
Nachdem Dopamin-Mangel als Ursache der Parkinson-Krankheit identifiziert worden war, brachte Roche 1973 das erste Dopamin-Präparat, Madopar (Levodopa), auf den Markt.
1976 ereignete sich in einer zum Roche-Konzern gehörenden italienischen Tochterfirma das Sevesounglück, bei dem durch freigesetzte Dioxine über 200 Menschen verletzt wurden und es zu einer nachhaltigen Schädigung der Umwelt kam.
Ab 1980 arbeitete Roche mit dem amerikanischen Biotech-Unternehmen Genentech zusammen. Damit begann die Ära der Interferone und weiterer gentechnisch hergestellter Substanzen.
Im Dezember 1995 erfolgte die Zulassung in den USA für das erste neu entwickelte AIDS-Medikament. Der HIV-Proteaseinhibitor Saquinavir (Invirase) wird heute noch im Rahmen der hochaktiven antiretroviralen Therapie eingesetzt.
1997 wurde die Boehringer Mannheim übernommen. Deren Pharmasparte wurde in diejenige von Roche integriert, während die Diagnostikasparten beider Firmen zur Roche Diagnostics zusammengelegt wurden. Diese wurde im April 2000 durch den Zukauf der Medizintechnik-Abteilung der AVL List sowie durch die Übernahme des Insulinpumpen-Herstellers Disetronic (2003 für 1,6 Milliarden Franken) erweitert. 2002 wurde die Sparte Vitamine und Feinchemikalien, mit einem Produktionswerk in Kaiseraugst, für 1,75 Milliarden Euro an den niederländischen Chemiekonzern Koninklijke DSM verkauft. 2004 wurde der 50-%-Anteil am gemeinsamen Geschäft mit OTC-Arzneimitteln – also der Medikamente, die in Apotheken ohne Rezept frei verkäuflich sind – für 2,38 Milliarden Euro an den Joint-Venture-Partner Bayer AG veräussert.
Im Januar 2008 wurde die auf Gewebediagnostik spezialisierte US-amerikanische Firma Ventana Medical Systems für 3,4 Milliarden US-Dollar übernommen, um die Sparte Tissue Diagnostics zu stärken.
Im Jahr 1990 erwarb Roche einen kontrollierenden Anteil an dem kalifornischen Biotechunternehmen Genentech und 1995 dieses vollständig, brachte Genentech 1999 jedoch wieder an die New York Stock Exchange und verkaufte in den darauf folgenden Monaten insgesamt 40 % der Genentech-Aktien. Im März 2009 erwarb Roche für 46,8 Milliarden US-Dollar erneut sämtliche ausstehenden Anteile an Genentech. Das war Bloomberg-Daten zufolge der bislang grösste Biotechnologie-Deal.
Im März 2011 übernahm Roche für bis zu 85 Millionen Euro die Firma PVT Probenverteiltechnik GmbH mit Hauptsitz in Waiblingen. Roche PVT GmbH wurde in Roche Diagnostics Automation Solutions GmbH (RDA) mit Sitz in Ludwigsburg umbenannt.
Im September 2014 übernahm Roche die kalifornische Firma InterMune, Inc., welche bis zu diesem Zeitpunkt an der NASDAQ-Börse gehandelt wurde. Das wichtigste Medikament von InterMune (Esbriet/Pirfenidon) wurde wenige Wochen nach der Übernahme von der Food and Drug Administration zur Behandlung von bestimmten Lungenfibrosen zugelassen. Der Kaufpreis betrug 8,3 Milliarden US-Dollar, wovon 5,75 Milliarden US-Dollar am Kapitalmarkt aufgenommen wurden. Zur selben Zeit wurde das cobas Liat PCR-System der amerikanischen Firma IQuum für 275 Millionen US-Dollar (plus bis zu 175 Millionen US-Dollar bei der Erreichung bestimmter Meilensteine) gekauft. Das Gerät dient zur Blutanalyse.
Im Januar 2017 hat Roche die Firma ForSight Labs übernommen. Im Juni hat das Unternehmen die Diabetes-Management-Plattform mySugr für einen nicht veröffentlichten Preis gekauft. Ende Dezember hat Roche angekündigt, dass es Ignyta Inc wegen seines expandierenden weltweiten Krebs-Geschäftsfeldes zukauft. Für 4,3 Milliarden US-Dollar übernahm Roche 2019 den Gentherapie-Spezialisten Spark Therapeutics.
Im März 2021 gab Roche den Erwerb von GenMark Diagnostics bekannt. GenMark ist ein führender Anbieter von molekularen Multiplex-Diagnoselösungen.
Durch eine im Februar 2024 angekündigte Zusammenarbeit mit der US-Firma Path AI soll die Entwicklung von Präzisionstherapien mittels künstlicher Intelligenz vorangetrieben werden.

## Struktur

### Divisionen
Der Konzern ist in die beiden Divisionen Pharmaceuticals und Diagnostics aufgeteilt. Verwaltungsratspräsident der Roche Holding AG ist Severin Schwan. Vorsitzender der Konzernleitung der Roche Holding AG ist seit März 2023 Thomas Schinecker, Chief Executive Officer (CEO) der Division Pharmaceuticals ist Teresa Graham, CEO der Division Diagnostics ist Matt Sause.
Die Division Pharma ist weltweit führend in der Onkologie. Andere Therapiegebiete umfassen Anämie, Entzündungs- und Autoimmunerkrankungen, Erkrankungen des Zentralnervensystems, Transplantationen und Virusinfektionen. Roche hält seit 2001 eine Mehrheitsbeteiligung bei dem japanischen Pharmaunternehmen Chūgai Seiyaku. Weitere Schwerpunkte sind die Infektiologie sowie die Rheumatologie.
Die Division Diagnostics ist weltweit führend in der In-vitro-Diagnostik. Sie hat ihren Hauptsitz in Rotkreuz (Kanton Zug) und besitzt weitere Standorte in Mannheim, Penzberg (Bayern), Indianapolis (Indiana, USA) und Pleasanton (Kalifornien, USA) sowie Sant Cugat del Vallès (Barcelona, Spanien). Die Division ist aufgeteilt in die Bereiche Molecular Diagnostics, Professional Diagnostics, Tissue Diagnostics und der Tochtergesellschaft Roche Diabetes Care GmbH.

### Roche Deutschland
Die Roche Deutschland Holding GmbH hat ihren Sitz in Grenzach-Wyhlen, Baden-Württemberg, und ist mit mehr als 14.000 Mitarbeitern sowie einem Umsatz von 5,3 Mrd. Euro (2013) eine der wichtigsten Ländergesellschaften von Roche. Sie umfasst die Tochtergesellschaften Roche Pharma AG (bis Sommer 2006 Hoffmann-La Roche AG, zuvor Deutsche Hoffmann-La Roche AG genannt) im badischen Grenzach-Wyhlen, die Roche Diagnostics GmbH und Roche Diagnostics Deutschland GmbH an den Standorten Mannheim und Penzberg, Roche mtm laboratories AG Mannheim (2011 für 160 Millionen Euro übernommen), Roche Diagnostics IT Solutions GmbH Berlin (2009 übernommen; (benutzt Markennamen Swisslab)), Roche Verum Diagnostica GmbH München (2012 übernommen), die Roche Diagnostics Automation Solutions GmbH(ehemals Roche PVT 2011 übernommen) in Ludwigsburg sowie die Signature Diagnostics in Potsdam (2015 übernommen). Die bedeutendste Vergrösserung erfolgte 1997, als das Konkurrenzunternehmen Boehringer Mannheim für 18,7 Milliarden DM übernommen und eingegliedert wurde. Dessen ehemalige Sparte Diagnostika wurde wesentlicher Bestandteil der Roche Diagnostics GmbH.
Der Umsatz von Roche in Deutschland für das Jahr 2013 gliedert sich in folgende Anteile:
- Pharma: 1.480 Millionen Euro, als Nummer 2 im Pharma-Markt Deutschland
- Diagnostics: 913 Millionen Euro
- konzerninterne Lieferungen: 2.931 Millionen Euro (Verrechnungspreis).[51]

Nach Konzernangaben wurden von 2007 bis 2012 in Deutschland fast 1,8 Milliarden Euro investiert. 2013 wurden insgesamt weitere 700 Millionen Euro für Investitionen in Deutschland zugesagt. Roche beschäftigt in Deutschland mehr als 14.000 Mitarbeiter, davon rund 8.000 in Mannheim.

### Kapitalstruktur
Das Grundkapital der Roche Holding AG setzt sich aus 160 Millionen Inhaberaktien und aus knapp 703 Millionen nicht stimmberechtigten Genussscheinen zusammen. Beide Titel sind an der SIX Swiss Exchange kotiert, allerdings befindet sich die Mehrheit der Inhaberaktien in festen Händen.
Roche schüttet ihren Aktionären seit mehreren Jahren eine kontinuierlich steigende Dividende aus. Auch für das Jahr 2023 hat Roche die Dividende zum 37. Mal erhöht und zwar auf 9,60 CHF. Damit gehört Roche weltweit zu den wenigen börsennotierten Firmen, welche mehr als 37 Jahre lang jedes Jahr die Dividende erhöhen konnten.
Grösster Aktionär ist der Roche-Aktionärspool der Gründerfamilien und neu die gemeinnützige Stiftung Wolf mit einem Anteil von 45,01 Prozent. Nach dem Ausscheiden von Maja Oeri, welche nun direkt 5,057 Prozent der Inhaberaktien hält, verliert der Pool, bestehend aus Vera Michalski-Hoffmann, Maja Hoffmann, André Hoffmann, Andreas Oeri, Sabine Duschmalé-Oeri, Catherine Oeri, Jörg Duschmalé und Lukas Duschmalé, damit seinen bisherigen Mehrheitsanteil von 50,01 Prozent.
Die Familien Hoffmann und Oeri gelten mit einem geschätzten Vermögen von 18 bis 19 Mrd. CHF als die zweitreichsten unter den 300 Reichsten der Schweiz. Bis 2020 konnte das Vermögen auf geschätzte 29,5 Mrd. CHF gesteigert werden.
Zweitgrösster Eigner von Roche-Inhaberaktien ist mit einem Anteil von 33,33 Prozent der Schweizer Pharmakonzern Novartis. Am 4. November 2021 kündigte die Roche Holding AG den Rückkauf der von Novartis gehaltenen Inhaberaktien an. Die zurückgekauften Aktien sollen vernichtet werden, wodurch eine Gewinnverdichtung für alle anderen Anteilseigner erreicht werde. Der Anteil der Gründerfamilien Hoffmann und Oeri wird sich durch die Transaktion in Höhe von rund 19 Milliarden Franken auf ca. 67,5 Prozent erhöhen. Der Kauf der von Novartis gehaltenen Inhaberaktien soll durch zusätzliche Verschuldung von Roche finanziert werden.

## Produkte
Roche ist im Wesentlichen in drei Produktkategorien vertreten:

### Medikamente
Bedingt durch die Präsenz in den Medien zählt Tamiflu zu den bekanntesten Medikamenten des Herstellers. Im Weiteren ist Roche sehr stark auf dem Gebiet der Krebsmedikamente sowie der Medikamente gegen Virus- und Stoffwechselerkrankungen und Multiple Sklerose vertreten. Das Krebsmedikament Avastin wurde 2007 mit dem Galenus-von-Pergamon-Preis ausgezeichnet, einem Wissenschaftspreis für pharmazeutische Forschung und Arzneimittelinnovationen in Deutschland. Im September 2017 konnte Roche mehrere EU-Zulassungen für Medikamente erhalten: Tecentriq wurde für die Immuntherapie von nicht-kleinzelligem Lungenkrebs und für die Behandlung von metastasierenden Blasenkrebsarten freigegeben. Actemra erhielt die EU-Zulassung für die Behandlung der Riesenzellarteriitis.
Nachfolgend ist eine Liste der Arzneimittel von Roche aufgeführt. Sie erhebt keinen Anspruch auf Vollständigkeit, ist möglicherweise unvollständig und nicht auf dem neuesten Stand. Das aktuelle Medikamentenportfolio kann der Firmenwebsite entnommen werden.
| Handelsname | Generischer Name       | Indikation                                                               | Anwendung      | Zulassungsjahr                   |
| ----------- | ---------------------- | ------------------------------------------------------------------------ | -------------- | -------------------------------- |
| Alecensa    | Alectinib              | Lungenkrebs NSCLC                                                        | oral           | 2017                             |
| Avastin     | Bevacizumab            | kolorektales Karzinom/Brustkrebs/Bronchialkarzinom/Nierenkrebs/Hirntumor | intravenös     | 2005/2007                        |
| Bonviva     | Ibandronsäure          | Menopause                                                                |                | 2004                             |
| BVK Roche   | B-Vitamin-Komplex      | Vitaminmangel                                                            |                |                                  |
| Cellcept    | Mycophenolat-Mofetil   | Transplantationen                                                        |                | 1995                             |
| Columvi     | Glofitamab             | Lymphom DLBCL                                                            | intravenös     | 2023 (nur besondere Bedingungen) |
| Cotellic    | Cobimetinib            | Hautkrebs (Mutiert)                                                      | oral           | 2015                             |
| Enspryng    | Satralizumab           | Neuromyelitis-optica-Spektrum-Erkrankungen                               |                | 2021                             |
| Esbriet     | Pirfenidon             | Idiopathische Lungenfibrose                                              |                | 2014                             |
| Evrysdi     | Risdiplam              | Spinale Muskelatrophie SMA                                               | oral (trinken) |                                  |
| Fuzeon      | Enfuvirtid             | AIDS                                                                     |                | 2003                             |
| Gazyva      | Obinutuzumab           | Blutkrebs                                                                | intravenös     | 2013                             |
| Hemlibra    | Emicizumab             | Hämophilie                                                               | subkutan       | 2018                             |
| Herceptin   | Trastuzumab            | Brustkrebs/Magenkarzinom                                                 | intravenös     | 1998                             |
| Kadcyla     | Trastuzumab emtansinum | Brustkrebs                                                               | intravenös     | 2013                             |
| Lariam      | Mefloquin              | Malaria                                                                  | peroral        | 1984                             |
| Lucentis    | Ranibizumab            | Makuladegeneration                                                       |                | 2006/2007                        |
| MabThera    | Rituximab              | malignes Lymphom/rheumatoide Arthritis                                   | intravenös     | 2006                             |
| Ocrevus     | Ocrelizumab            | Multiple Sklerose (MS)                                                   | intravenös     | 2017/2018                        |
| Pegasys     | Peginterferon α-2a     | Hepatitis C/Hepatitis B                                                  | intramuskulär  | 2002                             |
| Perjeta     | Pertuzumab             | Brustkrebs                                                               |                | 2012/2013                        |
| Pulmozyme   | Dornase alpha          | Mukoviszidose                                                            |                | 1994                             |
| RoActemra   | Tocilizumab            | rheumatoide Arthritis                                                    | parenteral     | 2009                             |
| Tamiflu     | Oseltamivir            | Influenza                                                                | peroral        | 2000                             |
| Tarceva     | Erlotinib              | Bronchialkarzinom/Pankreastumor                                          | peroral        | 2005/2007                        |
| Valcyte     | Valganciclovir         | Retinitis bei AIDS-Patienten                                             | peroral        | 2002                             |
| Xeloda      | Capecitabin            | kolorektales Karzinom                                                    | peroral        | 2001                             |
| Zelboraf    | Vemurafenib            | Hautkrebs                                                                | peroral        | 2012                             |

### Diagnostika
Die Diagnostika umfassen eine breite Palette an Instrumenten und Tests zur Diagnose von Erkrankungen sowie zur Therapiekontrolle. Am Anfang der COVID-19-Pandemie in Europa und den USA im März 2020 konnte Roche einen automatisierten Serientest auf das Virus SARS-CoV-2 entwickeln. Ende 2021 wurde durch die amerikanische Zulassungsbehörde FDA eine Notfallzulassung für einen Corona-Selbsttest von Roche erteilt, der Ergebnisse für alle bis dahin bekannten Varianten des Virus innerhalb 20 Minuten liefern könne.
Eine Auswahl von Produkten:
- cobas Produktfamilie – Molekular- und Labordiagnostik

In der Tochtergesellschaft Roche Diabetes Care GmbH gibt es die Accu-Chek-Produktfamilie für den therapeutischen Einsatz bei Diabetes.

### Forschungsprodukte
Die Geräte der Roche Applied Science werden hauptsächlich auf den Gebieten der Genomik und Proteomik genutzt.

## Stammsitz
Roche hatte vor, bis 2011 seinen Stammsitz in Basel für 550 Mio. Schweizer Franken auszubauen und in diesem Zusammenhang den Bau 1 zu errichten, der formal an die Doppelhelix der Desoxyribonukleinsäure (DNS) erinnern sollte. Im Dezember 2009 wurde eine veränderte Planung vorgestellt; das neue Hochhaus, der Roche-Turm (Bau 1), ist mit 178 Metern das (damals) höchste Hochhaus der Schweiz und übertrifft den Doppelhelix-Entwurf noch um 21 Meter. Im Rahmen einer umfassenden baulichen Neugestaltung des Stammsitzes in Basel entstanden weitere Hochhäuser für Forschung und Verwaltung, darunter auch der mit 205 Meter hoch projektierte Roche-Turm (Bau 2), der nun das höchste Hochhaus der Schweiz ist. 2024 wurde ein Forschungszentrum eingeweiht, welches aus vier neuen Gebäuden besteht (Bau 4–7) und rund 1,2 Mia. Schweizer Franken kostete. Das Roche-Areal in Basel umfasst einen Bereich, der von der Peter Rot-Strasse, der Wettsteinallee, der Schwarzwaldstrasse (A2 / A3) und dem Rheinufer begrenzt wird. Im südlichen Teil führt auch die Grenzacherstrasse durch das Roche-Areal.
Die Planung eines dritten Turmes rief im Herbst 2020 Widerstand hervor, da ihm zwei Architektur-Ikonen zum Opfer fallen sollen: Der erste Industriebau auf dem Areal von Otto Rudolf Salvisberg und das erste Roche-Hochhaus seines Schülers Roland Rohn. Initiiert hat die Online-Petition „Rettet die Roche-Bauten in Basel!“ der Architekturhistoriker Bernd Nicolai.
Das ehemalige Roche-Gebäude in Wien wurde 1962 erbaut. Es wurde 2009 durch das Bundesdenkmalamt unter Schutz gestellt und wird seit 2011 als Hotel genutzt.

## Kritik

### Vitamin-Kartell
Roche musste 2001 eine von der EU-Kommission verhängte Strafzahlung in Höhe von 462 Mio. Euro für verbotene Preisabsprachen im Zusammenhang mit Vitaminpräparaten leisten. Darüber hinaus wird Roche vorgeworfen, bereits in den Jahrzehnten zuvor in illegale Preisabsprachen verwickelt gewesen zu sein.

### Bestechungsvorwürfe
2008 erhob die irakische Regierung schwere Vorwürfe gegen ausländische Unternehmen, darunter Roche, denen zufolge dem Irak zu Zeiten der Diktatur unter Saddam Hussein milliardenschwere Schäden durch Bestechung entstanden seien.

### Finanzielle Zuwendungen an Ärzte
In dem Buch Korrupte Medizin – Ärzte als Komplizen der Konzerne erhebt der Journalist Hans Weiss Vorwürfe gegen zahlreiche Pharmaunternehmen, darunter Roche, in Bezug auf finanzielle Zuwendungen an Ärzte mit dem Ziel, die Verschreibungspraxis zu beeinflussen.

### Vertrieb vonCellCeptin China
Roche bekam im Jahr 2010 den Negativpreis Public Eye Award in den Kategorien «Swiss» und «People» (Internetwahl) für den Vertrieb des Immunsuppressivums CellCept, das die Abstossung von transplantierten Organen verhindert. Das Medikament wird auch in China vertrieben, bei Roche wusste man jedoch angeblich nichts über die Herkunft transplantierter Organe in China. Ende 2008 hatte der chinesische Vize-Gesundheitsminister zugegeben, dass 90 % der Organe von Exekutierten stammen, denen die Organe nach Vollstreckung der Todesurteile entnommen werden, ohne dass die Häftlinge zu Lebzeiten zugestimmt haben.

### Zweifel an Richtigkeit der Tamiflu-Studien
Das Cochrane-Institut hat inzwischen starke Zweifel an den Studien angemeldet, die dazu führten, dass Tamiflu von der Weltgesundheitsorganisation (WHO) gegen Vogelgrippe empfohlen wurde, was Roche Milliarden eingebracht hat. Laut dem Artikel in der Zeit vom 25. Januar 2012 waren die Autoren bei Roche angestellt oder als Berater beschäftigt, und 8 von 10 referenzierten Studien wurden nie veröffentlicht. Unabhängige Studien fanden keine Belege für die Aussagen.

### Überteuerte Medikamente für Multiple Sklerose
Roche hat lange Zeit ein Krebsmedikament verkauft, welches auch gegen Multiple Sklerose (MS) eingesetzt wurde. Eine Zulassung wurde jedoch nicht beantragt, da das Patent für den Wirkstoff auslief. Deshalb wurde ein ähnlicher Wirkstoff entwickelt und eine Zulassung zur MS-Behandlung beantragt und erteilt. Bisher wurden MS-Patienten mit dem Krebsmedikament nach dem Off-Label-Use behandelt. Da es aber nun ein zugelassenes Medikament gibt, ist dies in Deutschland nicht mehr erlaubt. Das alte Medikament kostete 3.000 Euro im Jahr, das neue 33.000 Euro im Jahr. Die gesetzlichen Krankenkassen rechnen mit Mehrkosten von zwei Milliarden Euro pro Jahr.

### Verwendung von Avastin anstatt Lucentis bei feuchter altersbedingter Makuladegeneration
Das Medikament Avastin von Roche wird zur Behandlung der feuchten altersbedingten Makuladegeneration angewendet, ist allerdings nicht für diesen Einsatz zugelassen. Kritik wurde hinsichtlich der Abhängigkeit vom Anteilseigner Novartis in Zusammenhang mit dessen erheblich teurerem Medikament Lucentis laut, als die CATT-Studie 2011 zu gleich guten Ergebnissen bei der Behandlung mit Avastin kam, eine Zulassung aber wegen der Abhängigkeiten nicht in Aussicht stand. In den Folgejahren blieben beim Einsatz von Avastin rechtliche Unsicherheiten bestehen. 2014 wurden wegen des Verdachts auf wettbewerbswidrige Absprachen durch die italienische Wettbewerbsbehörde Geldbußen gegenüber Roche und Novartis verhängt, wobei die daraus folgenden Verfahren auch 2018 noch nicht abgeschlossen sind.

### Sevesounglück
Im Jahre 1976 ereignete sich im italienischen Meda in der Fabrik Icmesa ein Chemieunfall bei dem hochgiftiges Dioxin freigesetzt wurde. Icmesa war ein Tochterunternehmen von Givaudan, welches wiederum eine Tochter von Roche war. Kritik gab es insbesondere an dem Umgang mit dem Unfall und dem Krisenmanagement der Leitung, so wurde auch nach dem Unfall noch auf dem Gelände weitergearbeitet und die Bekanntgabe des Sevesounglücks erfolgte erst acht Tage später. Auch gingen die Fässer mit den freigesetzten gesundheitsschädlichen Chemikalien beim Abtransport verloren und wurden erst einige Monate später wiedergefunden. Eine Untersuchungskommission, welche das Abhandenkommen der Fässer lösen sollte, wurde wieder aufgelöst, da Roche nicht alle nötigen Dokumente vorgelegt habe.